# Daniel Norouzi
Daniel Norouzi (født 3. januar 1992) er en dansk professionel fodboldspiller.
I juli 2013 indgik Brøndby IF og Vejle Boldklub en aftale om at Norouzi spiller sæsonen 2013/14 i Vejle B på en lejeaftale. Norouzi fik ikke forlænget sin kontrakt i Brøndby IF og den 30. juni 2014 kunne Vejle Boldklub meddele at klubben havde sikret sig ham på en toårig kontrakt.